# Донцов, Александр Александрович
Александр Александрович Донцов (род. 5 апреля 1994, Прокопьевск, Кемеровская область) — российский спортсмен, выступающий в самбо и смешанных единоборствах, призёр чемпионатов России и Европы, обладатель Кубка Европы, бронзовый призёр Кубка мира.

## Биография
Родился 5 апреля 1994 года в Прокопьевске. Есть старший брат Григорий (род. 1986), который также занимается самбо.
После переезда в Санкт-Петербург, тренируется в Комплексной школе высшего спортивного мастерства под руководством тренера А. И. Коршунова. Выступает в категории до 64 кг. Член сборной России по боевому самбо.
В 2012 году получил звание «Мастер спорта России» по самбо.
С 2017 года также выступает в смешанных единоборствах.

## Достижения
- Кубок мира по самбо 2020 — ;
- Чемпионат России по самбо 2020 — ;
- Кубок России по самбо 2021 — ;
- Кубок Европы по самбо 2021 — ;
- Чемпионат России по самбо 2023 — ;
- Чемпионат России по самбо 2024 — ;